# Catherine Beauchemin-Pinard
Catherine Beauchemin-Pinard (n. 26 iunie 1994, Montréal, provincia Québec, Canada) este o sportivă ce a reprezentat Canada, medaliată olimpică. A participat la 3 ediții ale Jocurilor Olimpice (2016, 2020, 2024) în care a câștigat o medalie de bronz.